# Laurentius-Erbstollen
Der Laurentius-Erbstollen ist ein ehemaliger Erbstollen in Witten-Hammertal-Durchholz. Der Stollen wurde gelegentlich auch St. Laurentius-Erbstollen genannt. An der gleichen Stelle, an der sich der Laurentius-Erbstollen befand, sollte Jahre zuvor der Hammerthaler Erbstolln aufgefahren werden. Der Laurentius-Erbstollen gehörte zum Bergrevier Sprockhövel.

## Geschichte

### Die Anfänge
Am 10. April des Jahres 1858 wurde die Mutung auf ein ins Bergfreie gefallenes Grubenfeld eingelegt. Im Jahr 1860 wurde das Erbstollenrecht verliehen. Im selben Jahr wurde im unteren Hammertal der Stollen angesetzt. Das Stollenmundloch befand sich in einer Höhe von +84 Metern NN. Der Stollen wurde in östlicher Richtung überwiegend im Flöz Mausegatt Unterbank aufgefahren. Im Jahr 1862 wurden die Grubenfelder der Zechen Lebrecht, Saldenberg und Saufberg gelöst. Bei einer Länge von 433½ Lachter ab Stollenmundloch wurde die Auffahrung zunächst eingestellt. Im Jahr darauf war der Erbstollen in Betrieb. Im Jahr 1865 wurde der Erbstollen im Flöz No. 1 um 196½ Lachter weiter aufgefahren. Außerdem wurden in diesem Jahr 2478 Tonnen Steinkohle abgebaut.
Bis zum Jahresende erreichte der Stollen eine Auffahrungslänge, ab Stollenmundloch, von 433½ Lachter. Im Jahr 1867 wurden von drei Bergleuten vier Tonnen Steinkohle abgebaut. Im Jahr 1870 erreichte der Stollen eine Länge von 536 Lachter ab Stollenmundloch, in diesem Jahr wurden von 14 Bergleuten 344 Tonnen Steinkohle abgebaut. Im Jahr 1872 wurde ein Grubenfeld der Zeche Rummelskirchen angepachtet, dort war der Betrieb weiter eigenständig, die Förderung erfolgte durch den Laurentius-Erbstollen. Ab dem 2. Halbjahr des Jahres 1876 wurde die Auffahrung des Erbstollens bei einer Länge von etwa 1250 Metern ab Stollenmundloch gestundet. Ab dem 8. Oktober des Jahres 1879 wurde der Betrieb im Erbstollen eingestellt, es wurden nur noch Wartungsarbeiten durchgeführt.

### Die weiteren Jahre
Im Jahr 1880 erfolgte der Durchschlag mit der Zeche Blankenburg. Die Zeche Blankenburg besaß zu diesem Zeitpunkt die Kuxenmehrheit des Laurentius-Erbstollens. Im darauffolgenden Jahr wurde der Erbstollen außer Betrieb genommen. Im Jahr 1887 wurde der Erbstollen weiter aufgefahren, um das Längenfeld Julius zu lösen. Die Auffahrung erfolgte aus dem Feld Rummelskirchen heraus in südlicher Richtung. Im Jahr 1888 wurden das Feld Dorothea gelöst, die Förderung erfolgte über den Erbstollen mittels Pferden. Anschließend wurden die abgebauten Mineralien über einen Bremsberg zur Tiefbausohle der Zeche Blankenburg gefördert. Von dort erfolgte die Förderung bis zum Schacht Blankenburg und dort wurde das abgebaute Mineral zu Tage gefördert. In den Jahren 1889 bis 1896 wurde die Förderung für die Felder Julius, Dorothea und Rummelskirchen über den Laurentius-Erbstollen getätigt. In den Jahren 1906 und 1907 wurde der Erbstollen bis zu einer Länge von 1550 weiter in Richtung Witten-Kämpen aufgefahren. Zweck dieser weiteren Auffahrung war die Lösung der Felder St. Josephus, Friedrich August, St. Anna & Sybilla, Rudolphsbank und Thuegut. Zu diesem Zeitpunkt waren zwei Stollen und ein tonnlägiger Schacht vorhanden. Im Jahr 1916 wurde die Förderung im Erbstollen eingestellt. Im Jahr 1925 wurde der Laurentius-Erbstollen zusammen mit der Zeche Blankenburg stillgelegt. Nach der Stilllegung wurde der Erbstollen weiterhin zur Wasserableitung genutzt. Im Jahr 1935 wurde die Berechtsame von der Zeche Cleverbank übernommen. Der Stollen wurde umbenannt in Laurentius-Stollen.

### Laurentius-Stollen
Der Laurentius-Stollen in Witten-Hammertal-Durchholz entstand im Jahr 1935 durch Umbenennung des stillgelegten Laurentius-Erbstollens. Die Gesamtlänge des Stollens betrug zum Zeitpunkt der Übernahme durch die Zeche Cleverbank rund 1550 Meter. Im Jahr 1937 wurde der Stollen befahren, dabei wurde festgestellt, dass große Teile des Stollens verbrochen waren. Außerdem war zu diesem Zeitpunkt bereits die Erbstollengerechtigkeit erloschen. Noch im selben Jahr wurde begonnen, den verbrochenen Stollen wieder aufzuwältigen. Bis Ende des darauffolgenden Jahres konnten 600 Meter des Stollens aufgewältigt werden. Nach der Aufwältigung konnte der Stollen wieder zur Entwässerung genutzt werden. Im Jahr 1940 erfolgte der Durchschlag mit der Zeche Cleverbank. Dadurch bedingt war der Stollen mit den Feldern im Pleßbachtal, die von der Zeche Cleverbank erworben worden waren, verbunden. Der Stollen wurde nun endgültig Teil der Zeche Cleverbank und diente ab diesem Zeitpunkt als Förderstollen.

## Heutiger Zustand
Vom Laurentius Erbstollen ist heute noch das Stollenmundloch erhalten. Dieses befindet sich auf dem Gelände der Firma Paul Pleiger Maschinenfabrik und ist von außen nicht zugänglich.